# 無粒隕石
無粒隕石是沒有球粒的一種石隕石 。它包含的成分與地球上的玄武岩或火成岩相似，並且曾在流星體母體內或本身經過不同程度的熔化和再結晶的地質分異作用。因此，無粒隕石有不同的紋理和火成岩過程的礦物學特徵 。但非專業人士很難分辨無粒隕石與地球岩石，使它們被發現的機會大為減少。
無粒隕石佔所有隕石約8%，大部分（佔2/3）相信為源自灶神星的HED隕石，其它種類的無粒隕石包括火星隕石、月球隕石、以及幾種相信源自灶神星之外，其它未被辨認出的小行星隕石。無粒隕石按其鐵/錳比例和17氧/18氧同位素的比例來區分。這兩個比例仿如指紋，每個母天體都是不同的
。

## 分類
無粒隕石可分為以下幾種：
- 原始無粒隕石
- 小行星的無粒隕石
- 月球隕石
- 火星隕石

### 原始無粒隕石
原始無粒隕石也稱為PAC群，所以這樣稱呼，是因為它們的化學成分是原始的，在意義上感覺它是相似的隕石，但其紋理是火成岩，是熔化過程的指標。屬於這群的有：
- 阿卡普爾科群：以1976年墜落在墨西哥阿卡普爾科的隕石命名。
- 洛德蘭群：以1868年墜落在巴基斯坦洛德蘭的隕石命名。
- 文諾納群：以美國亞利桑那州文諾納發現的隕石命名。

### 小行星的無粒隕石
小行星的無球粒隕石也稱為進化的無粒隕石，之所以這樣稱呼是因為它們的母體是源自不同的小行星，這意味著它們的礦物和化學成分經過熔化和再結晶的過程。它們可以分成幾個群：
- HED隕石：它們最有可能源自小行星的灶神星，因為它們的反射光譜非常相似[9]。它們依據英文字首的不同分為三組：
  - 古銅鈣無粒隕石(Howardites)
  - 鈣長輝長無粒隕石(Eucrites)
  - 古銅無球隕石(Diogenites)
- 鈦輝無粒隕石(Angrites)
- 頑火無粒隕石(Aubrites)
- 橄輝無球粒隕石（Ureilite，已在蘇聯的發現地Novy Ureii命名的隕石)
- 布莱奇那群：以布萊奇那隕石命名

### 月球隕石
月球隕石也稱為Lunanites，是源自於月球的隕石。

### 火星隕石
火星隕石是源自於火星的隕石。它們被分成4個子群：
- 輝玻無粒隕石(Shergottites)
- 輝橄無粒隕石(Nakhlites)
- 純橄無粒隕石(Chassignites)
- 直輝石岩隕石 (ALH 84001)
- 表岩屑/土壤樣本（NWA 7034）

## 外部連結
- Achondrite Images （页面存档备份，存于） from Meteorites Australia
- www.meteorite.fr （页面存档备份，存于）
- 英國自然歷史博物館的隕石目錄 （页面存档备份，存于）
- www.planetbrey.com （页面存档备份，存于）
- 中文隕石分類網頁 （页面存档备份，存于）